# 산니알라영양
산니알라영양 또는 산니알라(mountain nyala, 학명: Tragelaphus buxtoni)는 에티오피아 중부의 작은 지역에서 발견되는 영양의 일종으로 높은 고도의 산림 지대에서 서식한다. 발복(balbok)으로도 불린다. 겉모습이 니알라영양을 닮았기 때문에 산니알라영양이라고 불리지만, 실제로는 쿠두와 더 가까운 종으로 간주한다.